# Sesuvové jezero
Sesuvové jezero je druh jezera, které vzniklo v důsledku sesuvu půdy, kamení popř. skal. K takovému sesuvu může dojít například v důsledku velkých dešťových srážek nebo zemětřesení. Sesutý materiál zahradí údolí, kterou protéká řeka nebo potok, a za takto vzniklou hrází se vytvoří jezero.

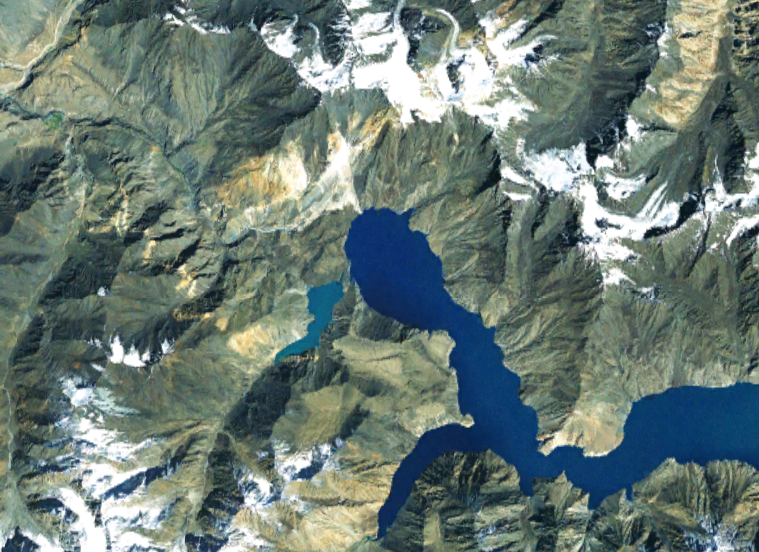
Pohled na sesuvové jezero Sarez

## Příklady
- v Bosně a Hercegovině — Modrac[zdroj?]
- v Česku — Odlezelské jezero
- v Gruzii — Amtkel
- v Polsku — Duszatyńskie
- na Slovensku
  - v Levočských vrších — Baňur
  - ve Slanských vrších — Izra, Malá Izra
  - ve Spišské Maguře — Jezerské jazero, Ksenino jazierko, Malé jazero, Osturnianske jazero, Veľké jazero
  - ve Vihorlatských vrších — Kotlík, Malé Morské oko, Morské oko
  - v Západních Tatrách — Babkové pliesko
- v Tádžikistánu — Jašilkul, Sarezské jezero
- na Ukrajině — Ozirce, Synevyr